# دييغو هيرنان مارتينيز
دييغو هيرنان مارتينيز (بالإسبانية: Diego Hernán Martínez) هو لاعب كرة قدم أرجنتيني، ولد في 16 نوفمبر 1978 في بوينس آيرس في الأرجنتين. لعب مع Club Atlético Ituzaingó ‏.